# Partido Comunista de España (VIII-IX Congresos)
El Partido Comunista de España (VIII-IX Congresos) fue un partido político español de ideología marxista-leninista fundado en 1968 por los entonces dirigentes del Partido Comunista de España (PCE) Agustín Gómez Pagola y Eduardo García López debido a su desacuerdo con la condena de la dirección del PCE a la invasión de Checoslovaquia por el Pacto de Varsovia. 
En 1980 se fusionó con el Partido Comunista de los Trabajadores (PCT), dando lugar al Partido Comunista de España Unificado (PCEU) y este posteriormente en 1984 con el Partido Comunista de los Pueblos de España.